# Vita in campagna
Vita in campagna (Them Thar Hills) è un cortometraggio del 1934 diretto da Charley Rogers e interpretato da Stanlio e Ollio.
Questo cortometraggio ha avuto un sequel dal titolo Questione d'onore, con gli stessi personaggi principali e le stesse vicissitudini.

## Trama
Ollio è affetto da gotta a un piede ed il medico consiglia a lui ed a Stanlio di prendersi un periodo di relax all'aria aperta. Salutato il medico, Stanlio propone ad Ollio di noleggiare una roulotte da un suo conoscente per la loro vacanza, invece che dormire in tenda; Ollio accetta e chiede a Stanlio di recarsi sul posto facendosi scortare sulle sue spalle, giustificandosi dell'indisponibilità del piede malato. Fatto qualche passo, Stanlio quasi perde l'equilibrio indietreggiando con Ollio sulle spalle ed i due finiscono a farsi un bagno nella vasca preparata in precedenza da Stanlio.
Mentre i due protagonisti sono in viaggio, poco più avanti nei pressi di una baracca vi è una sparatoria fra dei ranger ed un gruppo di distillatori clandestini; nel tentativo di disfarsi delle prove, i distillatori decidono di scaricare l'acquavite illegale in un pozzo retrostante la loro baracca, ma alla fine vengono colti in flagrante ed arrestati dai ranger. Poco dopo giungono sul posto Stanlio ed Ollio, con ormai il luogo della sparatoria abbandonato e si stabiliscono accanto alla baracca. Mentre i due preparano il pranzo, Stanlio trova qualcosa di strano nel colore e nel sapore dell'acqua che ha prelevato dal pozzo (dato che la roulotte ne era sprovvista), ma Ollio lo rassicura sostenendo che si tratta di acqua ferruginosa e che da bene ai nervi; a poco a poco Stanlio ed Ollio si ubriacheranno senza accorgersene.
Nel frattempo giungono sul posto i coniugi Hall, rimasti appiedati perché hanno esaurito la benzina dalla loro auto. Ollio acconsente a prestare a Mr. Hall parte del suo carburante, mentre la moglie lo invita a recuperare l'auto da solo poiché stanca dopo la camminata; ne approfitterà inoltre a dividere il pranzo con i due protagonisti ed anche lei si ubriacherà a sua volta. Mr. Hall torna con l'auto sul posto e trova la moglie con Stanlio ed Ollio in totale stato d'ubriachezza; nel dubbio anch'egli prova l'acqua del pozzo e capisce che in realtà non è altro che un forte distillato. Dopo aver allontanato la moglie, Mr. Hall cercherà vendetta per l'affronto accusato, in maniera irritabile e prepotente; dopo una serie di azioni in sequenza "occhio per occhio, dente per dente", sarà lo stesso Hall ad avere la meglio, cospargendo del benzene sul fondo-schiena di Ollio e dandogli fuoco. Preso dal panico, Ollio si dimena all'impazzata e Stanlio gli propone di buttarsi nel pozzo per spegnere le fiamme, entrambi ovviamente ignari del fatto che l'acqua del pozzo sia impregnata di alcool; Ollio acconsente ed il tutto culmina con un'esplosione che fa espellere Ollio dal pozzo e ricadere a testa in giù sul suolo. Ollio si ritrova così capovolto agitando le gambe e Stanlio cerca goffamente di aiutarlo.

## Produzione
Le prime scene sono state girate presso i vecchi Hal Roach Studios di Culver City, mentre le scene in campagna vennero girate presso il Santa Ynez Canyon, vicino a Los Angeles.

## Curiosità
- Il corto fa parte di un film di montaggio italiano intitolato Fuori da quelle muraglie (1946) per il doppiaggio di Mauro Zambuto e Alberto Sordi. I dialoghi sono leggermente cambiati per avere un filo logico con le altre comiche unite,  come Andando a spasso(Going bye bye, 1934), in cui Hardy si ritrova con la gamba fratturata dopo aver subìto la vendetta di Walter Long nella precedente storia.

- Il secondo doppiaggio RAI del 1968 è più fedele all'originale. I doppiatori sono Franco Latini e Carlo Croccolo. Tale doppiaggio è stato usato nella versione a colori.